# Valle de Zamanzas
Valle de Zamanzas è un comune spagnolo di 57 abitanti situato nella comunità autonoma di Castiglia e León.

## Località
Il comune comprende le seguenti località:
- Aylanes
- Barrio la Cuesta
- Báscones
- Gallejones (capoluogo)
- Robredo
- Villanueva Rampalay